# Mogens Dahl Kammerkor
Mogens Dahl Kammerkor er et professionelt vokalensemble oprettet i 2005 i København.
40 klassisk uddannede sangere fra hele Norden danner rygraden i Mogens Dahl Kammerkor, hvor genre og koncept er med til at afgøre, hvordan koret sammensættes ved hver enkelt koncertprojekt.
Ensemblet har sit kunstneriske fokus på nordisk og romantisk musik og har turneret i både ind- og udland ligesom det har samarbejdet med festivaler, solister og andre ensembler i mange sammenhænge. Blandt samarbejdspartnere kan nævnes sopranen Anna Netrebko, elektronikakomponisten Mike Sheridan, Athelas Sinfonietta Copenhagen, strygekvartetten Brooklyn Rider og det britiske barokensemble Orchestra of the Age of Enlightenment. Hver jul står koret bag en opførelse af Händels Messias i Holmens Kirke i København.
Koret optræder ofte med nykomponeret musik af etablerede nordiske komponister skrevet specielt til ensemblet. I 2014 uropførte Mogens Dahl Kammerkor Nordic Mass af Sven-David Sandström på Festspillene i Bergen, og havde i 2016 verdenspremiere på samme komponists ’The Passion of St. John’ i Konzerthaus Berlin. Sidstnævnte værk er tilgængelig som den seneste i rækken af cd-udgivelser fra Mogens Dahl Kammerkor.
Mogens Dahl Kammerkor, der blev nomineret til P2-prisen i 2008 tog sin begyndelse i sammenhæng med dirigenten, Mogens Dahls, etablering af Mogens Dahl Koncertsal på Islands Brygge i København.

## Diskografi
- 2017 THE PASSION OF ST JOHN Musik af Sven-David Sandström. Tekst af Jakob Holtze
- 2014 NORDIC MASS. Musik af Sven-David Sandström. Tekst af Tomas Tranströmer
- 2010 NORTH ROOM kirkelig og verdslig, nordisk kormusik
- 2008 SACRED NORTH kirkelig, nordisk kormusik
- 2008 NORTH verdslig, nordisk kormusik
- 2007 Liebeslieder kormusik af Brahms
- 2006 Højskolesange
- 2005 Glade jul, dejlige jul nordiske julesalmer og sange